# Некорректное априорное распределение
Некорректное априорное распределение — ситуация, когда в теореме Байеса сумма (интеграл) априорных вероятностей не даёт в результате 1 или вообще не ограничена.

## Обоснование
Если теорему Байеса записать следующим образом:
{\displaystyle P(A_{i}\mid B)={\frac {P(B\mid A_{i})P(A_{i})}{\sum _{j}P(B\mid A_{j})P(A_{j})}}\,,}
то становится ясным, что она останется верной если все априорные вероятности {\displaystyle P(A_{i})} и {\displaystyle P(A_{j})} умножить на константу.
Апостериорные вероятности все равно будут в сумме (или при интегрировании) давать 1, независимо от абсолютных величин априорных вероятностей.